# Anthony Rooley
Anthony Rooley, né le 10 juin 1944 à Leeds, est un luthiste britannique.

## Biographie
Anthony Rooley étudie à la Royal Academy of Music de Londres, mais fait son apprentissage du luth en autodidacte. 
En 1969 il fonde, avec James Tyler, et dirige depuis l'ensemble musical de musique ancienne The Consort of Musicke (en) qui continue d'être l'un des véhicules principaux pour son inspiration, parmi beaucoup d'autres activités et intérêts. Il a beaucoup enregistré et continue à se produire dans un répertoire en solo et duo avec les sopranos Evelyn Tubb et son ancienne partenaire Emma Kirkby.
Anthony est nommé vice-président du festival de musique ancienne de York (en) en 2008. Il travaille régulièrement comme professeur invité à la Schola Cantorum de Bâle où il est directeur des AVES - Advanced Vocal Ensemble Studies. Tout récemment il a été nommé professeur invité auprès de l'Institut Orpheus à Gand sous l'intitulé « développement d'une philosophie pratique de l'interprétation ». En 2003, 2005 et 2007 il est en résidence artistique pendant des périodes de quatre mois à l'université d'État de Floride et organise des séminaires d'études supérieures et dirige des productions. 2003 est l'occasion d'une mise en scène complète de Semele de John Eccles. En 2005 est organisée une « première » conférence sur John Eccles et l'année 2007 est consacrée au Passions de William Hayes.
L'écriture et la recherche ont une grande importance pour développer et étendre le répertoire. Ces dernières années, Anthony Rooley a porté son attention vers les XVIIIe et XIXe siècles dans le cadre d'un projet en cours visant à retrouver le meilleur de la musique anglaise oubliée. En 2004 il dirige des interprétations, en public et sur CD, de madrigaux et chansons à parties de Robert Lucas Pearsall et en 2005 les Passions du rival et contemporain de Haendel, William Hayes, pièces qui ont été « ressuscitées » pour le festival de Weimar en 2006.
Il est l'auteur de l'ouvrage Performance: revealing the Orpheus within.